# ووغجی، سیونیک
ووغجی (به ارمنی: Ողջի) یک منطقهٔ مسکونی در ارمنستان است که در استان سیونیک واقع شده‌است.  در  کیلومتری جنوب کاپان، مرکز استان سیونیک واقع شده است. در کیلومتری شمال کاپان، مرکز استان سیونیک واقع شده است.

## خصوصیات
' کیلومترمربع مساحت و  نفر جمعیت دارد و در ارتفاع  متر بالاتر از سطح دریا قرار گرفته است.